# Dypsis pilulifera
Espèce
Synonymes
- Chrysalidocarpus paucifolius Jum.[2]
- Chrysalidocarpus piluliferus Becc.[2]

Statut de conservation UICN

 VU B2ab(ii,iii,v); D1 : Vulnérable
Dypsis pilulifera est une espèce de plantes de la famille des Arecaceae.

## Publication originale
- Palms of Madagascar 161. 1995.